# 전등 스위치

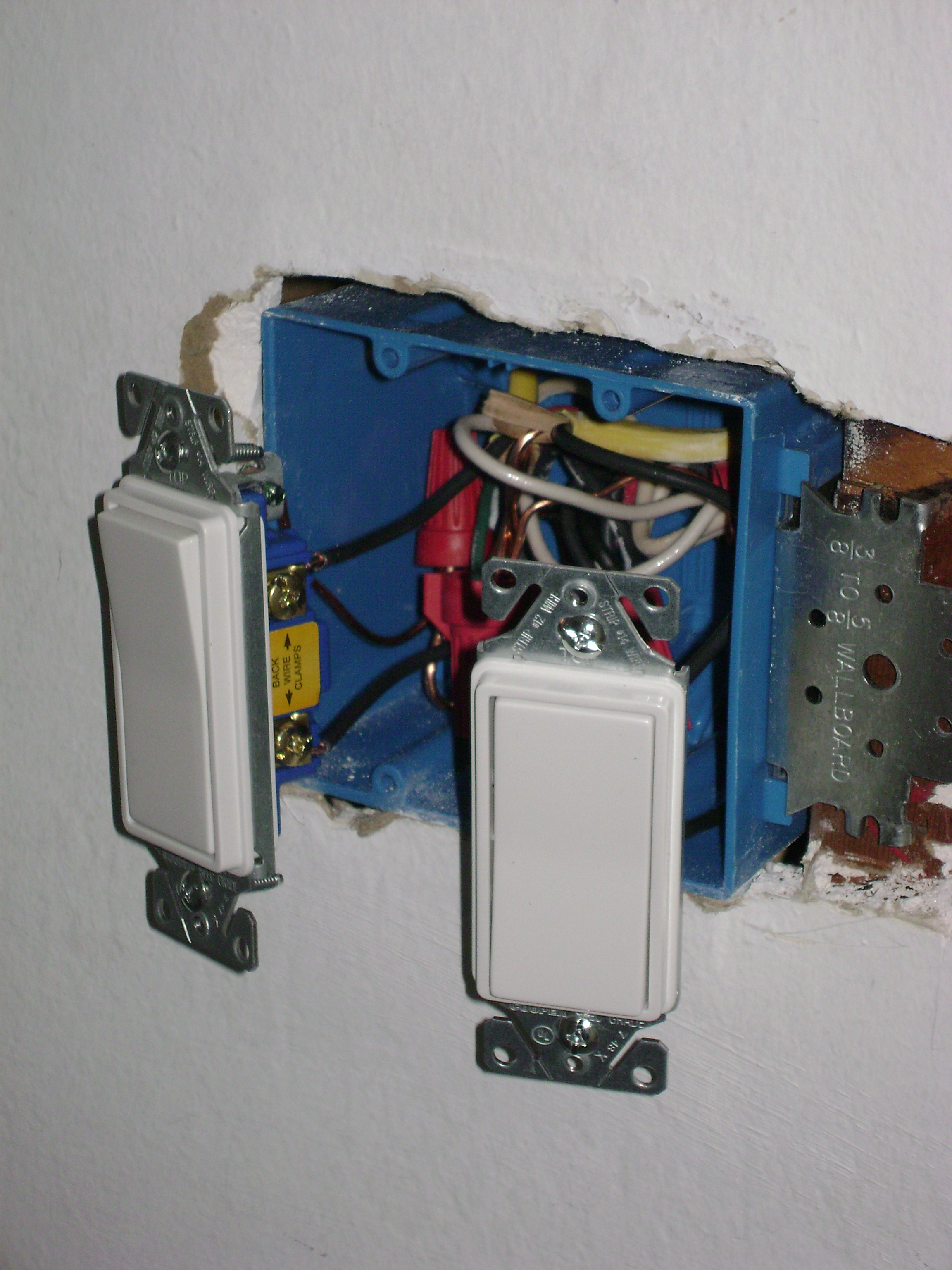
미국에 설치된 데코레이터 스타일 로커 스위치 2개 및 배선. 여기에 표시된 것은 이 오목한 비금속 상자에 고정된 다음 덮개판이 설치된다. 이 "더블 갱"(2개 장치) 설치는 비금속 외피 케이블과 트위스트 온 와이어 커넥터를 사용한다.

전등 스위치, 라이트 스위치(light switch), 점멸기는 배선에서 전광 (전자 부품), 영구적으로 연결된 장비 또는 전기 콘센트를 작동하는 데 가장 일반적으로 사용되는 스위치이다. 테이블 램프와 같은 휴대용 램프에는 소켓, 베이스 또는 코드와 일직선으로 전등 스위치가 장착되어 있을 수 있다. 수동으로 작동하는 켜기/끄기 스위치는 램프의 밝기를 제어하고 켜거나 끌 수 있는 조광기 스위치, 시간 제어 스위치, 점유 감지 스위치, 원격 제어 스위치 및 조광기로 대체될 수 있다. 전등 스위치는 손전등, 차량 및 기타 장치에서도 발견된다.